# 四宮ありす
四宮 ありす（しのみや ありす、1998年3月23日 - ）は日本の元AV女優、タレント。

## 略歴
ニコ生主「りぉまる」として人気を得たあと、2014年夏に行われたアミューズの新人発掘オーディション「アミューズオーディションフェス2014」で応募総数32,214名の中からファイナリスト19人の中に選ばれた。受賞はならなかったものの、アミューズ所属となり、2014年12月11日、『奇跡体験!アンビリバボー』（フジテレビ）で芸能活動をスタート。2015年9月6日には『ワイドナショー』（フジテレビ）にワイドナ女子高生として出演するなどバラエティー番組を中心に活動。また、『週刊ヤングジャンプ』2015年No.38を皮切りに、『週刊プレイボーイ』2015年 No.42と水着グラビアアイドルとしても活動した。2016年7月31日をもってアミューズを退所。2018年には「村上里緒奈」名義でニコニコ生放送、YouTubeなどで配信者として活動を再開した。
2022年8月23日発売の光文社『週刊FLASH』10月11日号においてグラビア活動を再開。また四宮ありすへの改名を報告。同年11月8日、エスワン公式サイトでAVデビューが発表された。なお、AV作品2作目は自身の経歴をなぞったような内容となっている。
2023年2月5日には、1st写真集『Alice』の発売記念イベントを東京・秋葉原の書泉ブックタワーにて開催した。
2024年1月時点でアカウント名を「躁鬱りおまろ」に変更。1月24日の配信で、前年6月にパニック障害を発症し、12本プラス2本という契約本数を撮れず、11本プラス2本でAV女優としての仕事を事実上終えたことを吐露した。長くても3年で、配信に戻ろうと考えていたため、後述の病気をカミングアウトした上で、再び配信メインの活動を行うという。

## 人物
はまっているゲームは『APEX』。おちょぼ口がコンプレックス。噛んで食べるという行為に幸せを感じる。好きな食べ物はスルメや堅あげポテトなどの堅い食べ物と炭水化物全般。1日にうどん、パスタ、カップ麺二つを食べることもある。またマヨネーズで白米を食したり、容器から直接吸えると断言する程のマヨラーでもある。一人称は「僕」。
セックスは、愛情表現の最大級のものだと思っている。また、セックスをすることによって自分の魅力を磨けると思ったと語っている。
子供っぽい顔にコンプレックスがあり、高校時代は二重、涙袋が気に入らず悩み、病んでいた。「あなたのような二重にお金を払ってでもなろうとしている人がいるんだよ」と声をかけられ気力を保ったが、この傾向は2024年時点でも変わらず、できるなら顔出しはしたくない、自分の映像はできるだけ見たくないという。2024年1月には躁うつ病、ADHDなどの病をカミングアウトした。
AVライターのくろがね阿礼は「彼女の魅力は彼女の感じまくるイレギュラーな体につながっている」と分析。「はずかちい」など舌っ足らずなしゃべり方や表情などが「スウィートに僕らの心をくすぐる」と評した。
俳優・渋江譲二は「プレイ中のポージングが元芸能人らしく、見せ方をわかっていて素晴らしい」と批評している。

## 作品

### アダルトビデオ
- 芸能人 四宮ありす（12月13日、S1 NO.1 STYLE）

- 芸能人 四宮ありす オールヌード解禁 敏感100イキ 3本番（1月10日、S1 NO.1 STYLE）
- 交わる体液、濃密セックス 完全ノーカットスペシャル（3月14日、S1 NO.1 STYLE）
- 完成! 即イキプッシー芸能人四宮ありすの乳首 / 膣中 / クリ 3大性感覚醒 ぶっちぎり大絶頂SEX（4月11日、S1 NO.1 STYLE）
- 芸能人とヴァーチャルでSEXしよ 芸能人の極上主観シコシコサポート 芸能タレントさんと超ラッキーSEX妄想シチュエーション 四宮ありす（5月9日、S1 NO.1 STYLE）
- エスワンキャンペーン2023スペシャルDVD（6月1日、S1 NO.1 STYLE）- AVメーカー「S1 NO.1 STYLE」専属女優30名の撮り下ろし映像を収録。
- 芸能プロダクションから派遣された超高級エステティシャン“四宮ありす”の極上回春マッサージ（6月13日、S1 NO.1 STYLE）
- 本物芸能人 四宮ありすちゃんて連続何回イケるの? ノンストップ超々ロングSEXで見たことないオーガズム（7月11日、S1 NO.1 STYLE）
- 芸能人 四宮ありす人生初大乱交! 次から次に巨根おかわり無制限セックス（8月8日、S1 NO.1 STYLE）
- 人間失格 女子●生タレントの無邪気な誘惑に沼った担当マネージャー（既婚）の私。 四宮ありす（9月12日、S1 NO.1 STYLE）
- 芸能人のエロ本性を丸裸にするSEX、オナニー禁止の1ヶ月軟禁生活! からの禁欲解放! 気持ち良すぎてオカしくなっちゃいました… 四宮ありす（10月10日、S1 NO.1 STYLE）
- 出張ロケの度に大嫌いなプロデューサーと相部屋泊まりで枕強要… 繰り返されるセクハラ行為にハマってしまった女子〇生タレント 四宮ありす（12月12日、S1 NO.1 STYLE）

### アダルトVR
2023年
- VR NO.1 STYLE 芸能人＜四宮ありす＞解禁 僕だけが知っている素顔! プライベート独占同棲VR（5月20日、S1 NO.1 STYLE）
- 可愛い、優しい、エロい。至近距離でじ～っくり見つめながら嬉しそうにご奉仕【僕専用】即尺ランジェリーメイドVR 四宮ありす（8月18日、S1 NO.1 STYLE）

### イメージビデオ
- Alice Beautiful Crystal・四宮ありす（2023年1月19日、REbecca）

### 写真集
- 四宮ありす1st写真集『Alice』（2023年1月20日、ジーオーティー、撮影：田村浩章）[12] ISBN 978-4-8236-0418-8

### デジタル写真集
- S1キャンペーン2023 No.1 Photo Book アイドル版（2023年5月12日、FANZA BEAUTY COLLECTION、撮影：小林弘輔） - AVメーカー「S1 NO.1 STYLE」専属女優30名の撮り下ろし写真を収録。
- S1キャンペーン2023 No.1 Photo Book S級版（2023年6月1日、FANZA BEAUTY COLLECTION、撮影：小林弘輔） - AVメーカー「S1 NO.1 STYLE」専属女優30名の撮り下ろし写真を収録。

## 出演

### テレビ
- かわいい赤ちゃん大集合!動物BANG!!（2015年3月25日、テレビ東京）- ゲスト出演
- 趣味の園芸 やさいの時間（2015年4月5日 - 2015年12月6日、NHK Eテレ） - コーナーレギュラー
- ザ!世界仰天ニュース（2015年7月15日、日本テレビ） - ゲスト出演
- ワイドナショー（2015年9月6日、フジテレビ） - ゲスト出演
- ヒルナンデス（2015年9月7日・14日、日本テレビ） - ゲスト出演